# Macron (chi ốc biển)
Macron là một chi ốc biển, là động vật thân mềm chân bụng sống ở biển trong họ Pseudolividae.

## Các loài
Các loài thuộc chi Macron bao gồm:
- Macron aethiops (Reeve, 1847)
- Macron lividus (A. Adams, 1855)
- Macron mcleani Vermeij, 1998[2]
- Macron orcutti Dall, 1918
- Macron wrightii H. Adams, 1865